# Gastronomía de Bulgaria

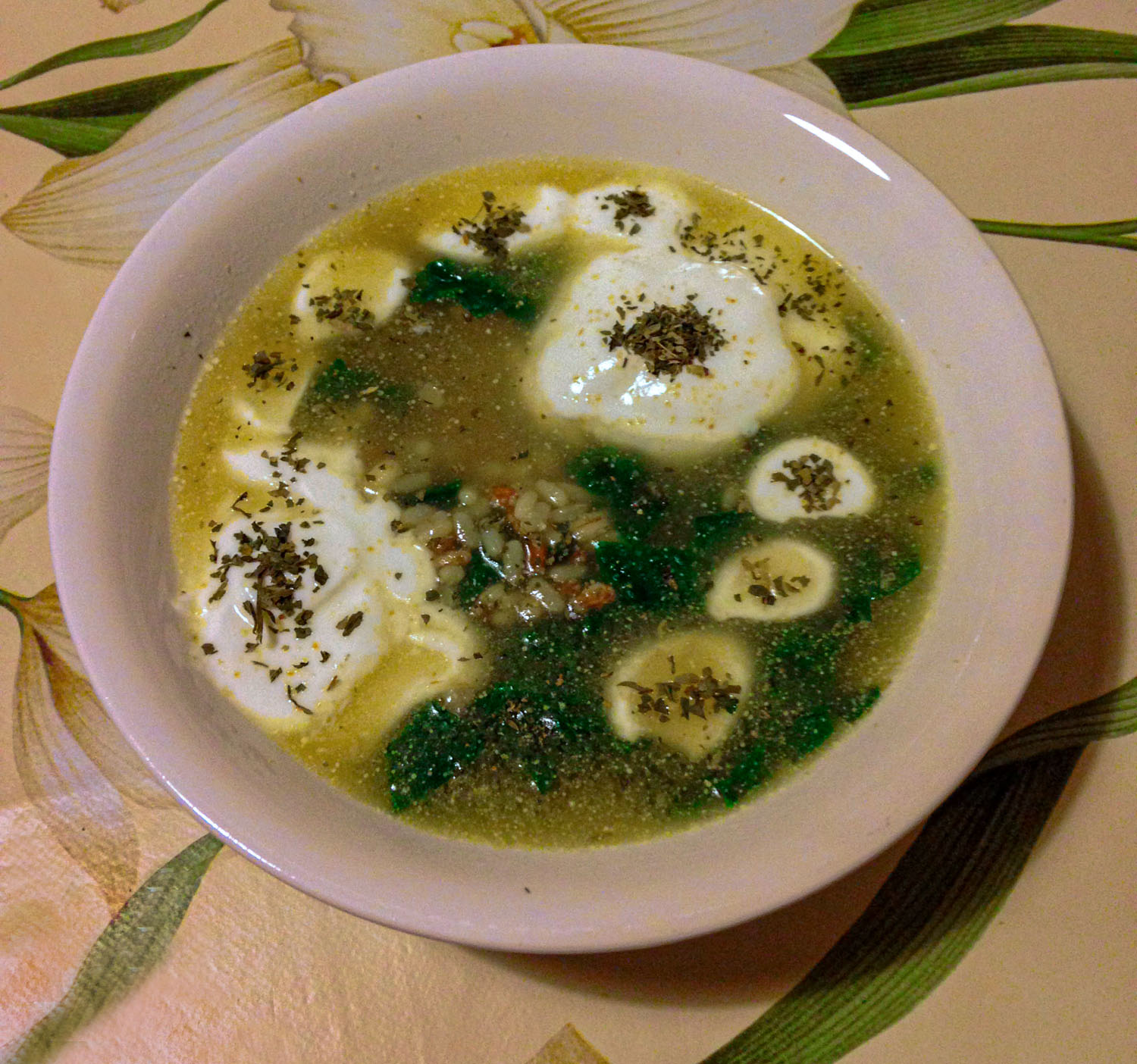
Sopa de arroz y espinacas con yogur servidas en un "чиния" o plato, de su traducción en búlgaro.

La cocina búlgara (en búlgaro: българска кухня) es representativa de la gastronomía de los Balcanes, teniendo trazas de la cocina turca, la cocina griega y la cocina árabe, se puede encontrar en menor medida influencias de la cocina italiana y cocina húngara. Debido a su clima algo caluroso se puede decir que hay una abundancia relativa y diversa de vegetales y frutas propios de la tierra.
Esta cocina es famosa por sus abundantes ensaladas, aparecen acompañando casi cualquier plato. Sorprende a los visitantes de Bulgaria la abundancia y diversidad de productos frescos, así como los vinos y las bebidas alcohólicas locales tales como el rakia, el mastika y el menta. La cocina búlgara se elabora con una variedad de sopas calientes y frías, un ejemplo de sopa fría es el tarator. Existen muchos variedades de comidas típica búlgara uno de los más conocidos es la banitsa.
Ciertos entrantes como las ensaladas, las sopas y los platos típicos se sirven con bebidas alcohólicas, una buena elección es siempre el vino de Bulgaria.

## Platos tradicionales búlgaria
- Meshana Skara
- Tarator (sopa fría)
- Shopska salad (ensalada de tomates, pepinos, cebolla, olvias, sirene...)
- Mussaka
- Gyuvetch
- Sarmi
- Pita Pan
- Banitsa
- Mish-Mash
- EsWith-Mas
- Sopa de tripa ("Shkembe Chorba")
- Popara
- Sopa de judías ("Bob")
- Lyutika
- Lyutenitsa
- Salchichas planas (Soujouk, Lukanka)
- Sirene (queso blanco en salmuera)
- Kashkaval (queso amarillo)
- Tikvenik (pumpkin pastry)
- Halva
- Miel
- Especias y Hierbas
  - Merudia
  - Summer savory ("Chubritsa")
  - Djodjen
  - Samardala
- Turshiya
- Kompot
- Garash cake

## Bebidas tradicionales búlgaras

### Vinos de Bulgaria
- - Mavrud
  - Pamid
  - Gamza
  - vino Melnik
  - Dimyat
  - Misket
  - Muskat
  - Pelin
- Rakia
  - Grape Rakia
  - Plum Rakipoa
  - Apricot Rakia
- Mastica
- Menta

### Cerveza
- - Almus
  - Ariana
  - Astika (cerveza)
  - Boliarka
  - Burgasko
  - Kamenitza
  - Ledenika
  - MM
  - Pirinsko
  - Plevensko
  - Shumensko
  - Hissar